# Falls of Rogie
Falls of Rogie är ett vattenfall i Storbritannien.   Det ligger i kommunen Highland och riksdelen Skottland, i den norra delen av landet, 700 km norr om huvudstaden London. Falls of Rogie ligger 93 meter över havet.
Terrängen runt Falls of Rogie är kuperad. Runt Falls of Rogie är det mycket glesbefolkat, med 4 invånare per kvadratkilometer. Närmaste större samhälle är Dingwall, 10,3 km öster om Falls of Rogie. I omgivningarna runt Falls of Rogie växer i huvudsak blandskog.